# Останній бій Холодноярців у Лук'янівській в'язниці
Останній бій Холодноярців у Лук'янівській в'язниці — повстання політв'язнів з «Холодноярської організації» 9 лютого 1923 року у Лук'янівській тюрмі з спробою визволення. Майже чотири години серед Києва точився бій з охоронцями в'язниці і відділами ЧК.

## Передумови
На початок 1921 року повстанський рух за визволення України суттєво занепав. Винятком залишався регіон Холодного Яру на Черкащині, де діяла однойменна «Холодноярська організація». Важливо, що на відміну від деяких інших «повстанських республік», холодноярці боролися за свободу не якоїсь окремої невеликої території, а цілої України. Вони вважали Холодний Яр невід'ємною складовою Української Народної Республіки і визнавали її закони. За даними військової розвідки однієї з червоних частин сумарна чисельність трьох гайдамацьких полків станом на 17 червня 1921 року становила 850 шабель і піхоти.
У радянських згадках є дані про те, що на початку 1922 року українського патріотичного руху не існувало. Винятком був район Холодного Яру. Патріотичні сили мали великі потенційні кадри у вигляді підпільних осередків, організацій і таємних сотень. Вони готувалися до виступу, чекаючи загального повстання, щоб за сигналом піднятися і стати до бою. До Холодного Яру війська СРСР перекинули сильну ударну групу, яка виявила кілька повстанських організацій, намагалися ліквідувати патріотичне підпілля тощо.
Щоб ліквідувати антибільшовицький осередок була спланована операція з кодовою назвою «Заповіт». 29 вересня 1922 року ВУЧК інспірувала фіктивний з'їзд повстанських отаманів у Звенигородці — буцімто для підготовки всеукраїнського повстання. Там їх і заарештували. Тільки деякі отамани — Іван Черноусов (псевдонім Чорний Ворон), Іван Лютий-Лютенко (Ґонта), Герасим Нестеренко (Орел), Ялисей Черевик (Лютий) — уникли пастки.
Для реалізації операції чекістами були залучені завербовані москвою колишні учасники Визвольних змагань. Агенти вдавали, що працюють над підготовкою таємного з'їзду всіх отаманів, щоб вирішити дату всеукраїнського повстання проти більшовиків. Зокрема чекісти орієнтували холодноярських отаманів на участь у з'їзді отаманів, який вирішить питання про загальне, всеукраїнське повстання — напередодні, як стверджували чекісти, переходу 1 жовтня української армії з-за кордону. В наказі № 10 вказані дата і місце проведення цього з'їзду — 29 вересня 1922 року у Звенигородці. Цього дня в Звенигородці арештували керівника Холодноярської Організації Ларіона Загороднього та його побратимів: Голика-Залізняка, Дениса Гупала, Тимофія Компанійця та інших. Їх доправили до Лук'янівської в'язниці Києва.

## Хід події
2 лютого 1923 р. Надзвичайна сесія Київського губернського трибуналу постановила розстріляти Ларіона Загороднього та його товаришів.
9 лютого о 8:30 в камері № 1 Лук'янівської в'язниці м. Києва, де утримувалися засуджені до розстрілу холодноярці, під час роздачі вранішнього окропу арештанти заволоділи револьвером охоронця і, проникнувши з камери до коридору, а звідти до канцелярії тюрми, захопили 14 рушниць і набої до них.
Зберігся рапорт начальника Лук'янівської в'язниці Ріхтера, складений 10 лютого 1923 року, який описує повстання холодноярців.
За його словами, о 8.30 9 лютого внутрішній караул подав уранішній окріп в камеру № 1, де знаходилося 14 людей, засуджених до вищої міри покарання. Вирвавши з рук караульного окріп, один заарештований облив ним червоноармійця, заволодів його револьвером і вибіг з камери.
В цей час інші заарештовані теж вибігли в коридор, а звідти в канцелярію, де відкрили стрілянину з верхнього і нижнього поверху. Директор тюрми Ріхтер прибув на місце подій і віддав наказ розстрілювати заарештованих при першій же спробі до втечі.
Двоє заарештованих через верхні вікна проникли в двір тюрми і почали тікати, але були вбиті охороною. В результаті бою було вбито одного червоноармійця та трьох поранено. Також був поранений наглядач тюрми.
У бою, який тривав чотири години, загинуло 38 повстанців. Серед них були отамани Холодного Яру і Чорного лісу, старшини армії УНР, козаки-холодноярці, сотники корпусу Січових стрільців, які були з Галичини. Наразі невідомо де поховані повстанці.

## Згадки про подію в літературі
Художній опис цих подій зберігся в історичному романі Горліс-Горського «Холодний Яр»
«— Було їх коло тридцяти. Говорили дозорці, що то всі були найголовніші бандити з Холодного Яру. Не могли їх ніяк виловити, аж поки не вдалося ГПУ піддурити їх. Підіслали їм агента ніби то зв'язкового від Петлюри й Тютюнника. Спритний „сексот“ був, інтелігентний, документи відповідні привіз. Призначили збірку ватажків з усієї околиці вночі, десь у хаті серед ліса. А звечора ще до тієї хати прокралася група ударників-матросів із Києва і заховалася там. Як тільки хто зайде — зв'язали, рот заткали. Були б може більше ще пов'язали, та один, як кинулися до нього, вистрілив із револьвера. У лісі хтось дві бомби кинув — тривоги наробив. Вихопили пов'язаних і тихцем до Києва вивезли.
Сиділи в тюрподі від весни аж до осені, — не йшло чекістам слідство гладко. Вже й поговорювали дозорці, що скоро їх розстріляють.
Сиділи в двох камерах. На двір їх не випускали, двері відмикали лише, щоб їжу подати та „параші“ забрати.
Одного ранку дозорець відчинив двері й подав бак із окропом на чай до камери, де самі главарі сиділи. Котрийсь приняв бак і з місця вилив окріп дозорцеві на голову. По такій купелі не зміг і крикнути… Втягнули його до камери, забрали ключі, револьвер, вдушили — і на коридор. Відімкнули другу камеру і всі разом на долину. На сходах скрутили другого дозорця, так, що й не писнув. Вскочили на долині у приміщення варти — захопили чотирнадцять рушниць, набої. Та начальник варти, поки вдушили його, вспів ще вистрілити. Варта на подвір'ї повернула кулемет на вихідні двері й тільки вони до виходу — відкрила вогонь по дверях. Вискочила з другого будинку вартова сотня, оточила тюрпод. На двері — ще один кулемет. Вернулися вони назад на поверх. Забарикадували сходи, самі з рушницями до вікон.
Як вони уявляли собі ту втечу — годі зрозуміти! З-посеред міста, в білий день, вартова сотня, казарми близько, чекісти, міліція… А от заризикували, — не мали, правда, що й тратити. Надіспіло ще військо, оточують тюрпод, а вони з вікон кладуть одного по одному. Стріляють рідко, щоб кожен набій надармо не пішов. Тамті по вікнах вогонь відкрили з рушниць і з кулеметів. І в наші камери кулі летять. Полягали ми на підлогу — слухаєм, що діється.
Знову бій коло вікон. Ті, що мають рушниці — стріляють; хто не мав — посідали на коридорі й розмовляють собі, якби зовсім не їх смерть дожидала.
Із чотири години „війна“ серед Києва йшла. По одному переставали стріляти і ставали попід стіну. Один, такий похмурий, що стріляв найуважніше — обернувся.
— Чого перестали?
— Один набій залишився… — відповідають з усіх боків.
Зняв рушницю з підоконника.
— Чорт! А про товаришів — забули?! Ну, та я ще маю три набої… Чотири кулі в револьвері…
— Я для себе сам приховав — одізвався один із тих, що розмовляли і показав рушничний набій.
Похмурий відійшов від вікна і став у куті.
Вставали і підходили по одному.
Цілувалися з похмурим.
— Пращай, Андрію…
— Пращай, друже! Куди хочеш?
— Чоло…
Вистрілив у чоло.
Підходить другий.
— Пращай! Куди бажаєш?
— Серце…
Вистрілив у серце.
Вистрілив зайві набої з рушниці й револьвера. Залишилося ще декілька, що не мали зброї.
Розвів руками:
— Ну, а ви, хлопці, вибачте… Загарячкувалися — не залишили для вас. Візьмете у нас рушниці й без набоїв кинетеся на чекістів, щоб до льоху не йти.
— Ну, отамани, — усміхнувся похмурий до товаришів із рушницями, — ставайте. Хай я хоч раз вами покомандую. Загородній! У тебе револьвер?
— Револьвер і одна…
—Ставай проти мене, я собі теж у револьвері залишив.
Розцілувавшись із тими, що залишилися, та між собою — станули посеред коридора парами, один проти одного. Похмурий проти Загороднього, біля них — два найстарші отамани Холодного яру, за ними останні. Кожний держав однією рукою свою рушницю за спуск — другою направляв сам дуло товаришевої рушниці собі в серце.
— Ну — готово? — радів чогось Похмурий, — Увага! Живе Україна! Раз! Два! Три!
Рівненька сальва — і шістнадцять трупів впало на підлогу.

Ті, що залишалися, забрали від мертвих рушниці. Тільки чекісти з червоноармійцями вдерлися на поверх, кинулися їм назустріч з кольбами. Порозбивали кільком голови, та ті, знаючи, що набоїв уже не мають, не стріляли, пов'язали таки живими. Побили сильно. Увечорі забрали до льоху. Оповідав потім дозорець, що сам Ріхтер повідрубував їм голови сокирою від дров. Вночі вивезли усіх і закопали. Не знаю, чи на Лисій горі — чи на Собачій тропі. І там, і там розстріляних ГПУ закопує».

## Документальні джерела проподію
Рапорт начальника Лук'янівської в'язниці Ріхтера, складений наступного дня (мовою оригіналу): «В 8 часов 30 минут 9-го февраля с/г кр[асноармей]цем внутреннего караула места заключения был подан обычный утренний кипяток в камеру № 1, где находилось 14 человек, приговоренных чрезвычайной сессией КГРТ к высшей мере наказания. Вырвав из рук кр-ца кипяток, один арестованный облил им кр-ца, завладел его револьвером, выбежал из камеры. Отступая, кр-ц поднял тревогу. В это время остальные арестованные проникли из камеры в коридор, оттуда в канцелярию Тюрпода, где вооружились находившимися там 5 винтовками и открыли стрельбу из верхнего и нижнего этажа Тюрпода. Завязалась стрельба между караулом, своевременно вызванным, и злоумышленниками. Прибыв экстренно на место происшествия, мною был отдан приказ расстреливать арестованных при первой же попытке к побегу. Двое арестованных через верхние окна проникли во двор Тюрпода и бросились бежать, но были тут же убиты наповал. В результате перестрелки оказалось: убит кр-ц 99 Дивизиона тов. Абросимов и ранены кр-цы того же дивизиона Лисин, Семедянкин и Беспамятный. Ранен надзиратель ПП и КОГПУ тов. Щербак.
Убиты следующие арестованные при попытке уйти из Тюрпода.
1) Добелас-Панок Эдуард Юрьевич.
2) Пичкулич Петр Петрович.
3) Жуковский Семен Иванович.
4) Пашков Павел Иванович.
5) Заяц Иван Никифорович.
6) Гуменюк Иосиф Павлович.
7) Ранцев Григорий Маркович.
8) Левицкий Иван Иванович.
9) Захаров Сергей Павлович.
10) Левицкий Федор Иванович.
11) Татищев Сергей Сергеевич.
12) Мельник Иван Васильевич.
13) Данилевич Семен Захарьевич.
14) Листопад Илья Трофимович.
15) Красниченко Григорий Харитонович.
16) Ножин Михаил Андреевич.
17) Петренко Дмитрий Иосифович.
18) Певнев Григорий Харитонович.
19) Якубовский Михаил Иванович.
20) Петриковский Николай Адамович.
21) Погуляшенко Петр Ильич.
22) Калитюк-Гейша Григорий Константинович.
23) Завгородний Илларион Захарьевич.
24) Голик-Зализняк Мефодий Фокич.
25) Компаниец Тимофей Архипович.
26) Добровольський Алексей Трофимович.
27) Здобут-Воля Константин Яковлевич.
28) Цап Василий Дмитриевич.
29) Опока Николай Иванович.
30) Турок Михаил Степанович.
31) Гаевой-Грисюк.
32) Дробатковский Юрий Владимирович.
33) Ляшенко Иван Яковлевич.
34) Черкас Корней Тимофеевич.
35) Куница Михаил Антонович.
36) Гупало Денис Моисеевич.
37) Олейник Григорий.
38) Куценко».

## Сучасність
З відновленням Незалежності порушилось питання реабілітації холодноярців засуджених до розстрілу комуністичним режимом. Проте  у «Висновку в архівній кримінальній справі № 1136» начальника відділу прокуратури Київської області І. Ф. Ленчевського від 22 вересня 1994 року зазначається, що засуджені «злочинно діяли проти Робітничо-Селянської Держави в інтересах поновлення влади буржуазії на Україні», а «кваліфікація злочинних діянь… дана вірно, засудження їх являється обґрунтованим».
Висновок старшого радника юстиції Ленчевського затвердив 4 жовтня 1994 р. заступник прокурора Київської області Державний радник юстиції 2-го класу В. С. Калюжний.
Повторно питання реабілітації порушилось після Революції Гідності та засудження комуністичного режиму на державному рівні.
18 жовтня 2016 року Апеляційний суд Київської області реабілітував отаманів Холодного Яру і Чорного Лісу, визнавши їх жертвами політичних репресій. Зокрема Генпрокурор Юрій Луценко повідомив: «У вівторок, 18 жовтня 2016 року, за заявою прокурора Київської області, рішенням апеляційного суду Київської області реабілітовано отаманів Холодного Яру і Чорного Лісу — Іларіона Завгороднього (Загороднього), Мефодія Голик-Залізняка, Юрія Дроботковського (він же Чорнота), командира 2-го Синього полку 1-ї Синьої дивізії Кость Здобудь-Воля, Івана Ляшенка та інших, які брали участь у визвольній боротьбі початку ХХ століття за утвердження української державності, історичної єдності земель, консолідації суспільства, зміцнення міжнародного авторитету».
За його словами, суд встановив, що докази, які б підтверджували вину у вчиненні інкримінованого їм злочину, в матеріалах кримінальної справи відсутні, що суперечить ст. 2 Закону України «Про реабілітацію жертв політичних репресій на Україні».
Крім того, встановлено, що повстанців засуджено за законом, який не діяв на час вчинення ними дій, які Кримінальний кодекс УРСР визначав злочином.
«З урахуванням наведених висновків прокуратура Київської області відстояла свою принципову позицію щодо визнання необґрунтованим засудження отаманів Холодного Яру і Чорного Лісу до вищої міри покарання — розстрілу з конфіскацією майна та домоглася їх реабілітації», — написав Луценко.
На додачу, президент історичного клубу «Холодний Яр» Роман Коваль опублікував копію рішення Апеляційного суду про реабілітацію повстанських командирів.

## Пам'ять про дію
Пам'ять про холодноярських героїв та їх подвиги жива завдяки небайдужим до своєї історії українцям.
Зокрема 9 лютого 2020 року на зовнішньому мурі Лук'янівського слідчого ізолятора в Києві з'явилася інформаційна таблиця про повстання в цій тюрмі полонених українських старшин та козаків Армії УНР — героїв Холодного Яру, що відбулося 9 лютого 1923 року. Як повідомляє «Новинарня», дошку на стіні ліворуч від входу до СІЗО розмістили учасники акції «Останній бій Холодного Яру» в неділю, 9 лютого.

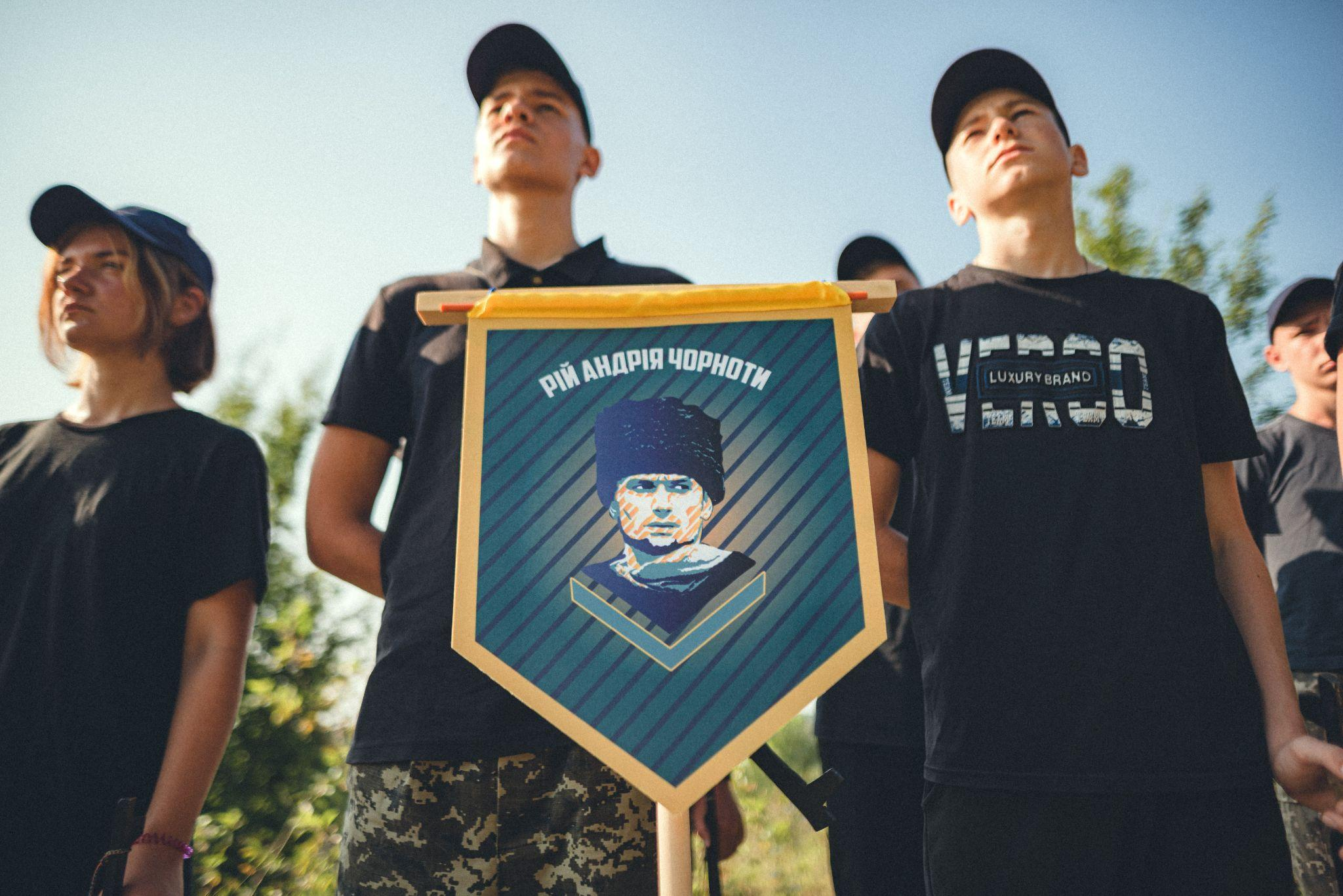
Хоругва рою ім. Андрія Чорноти на таборі «Поклик Яру».

Також організація «Поклик Яру» систематично проводить заходи  приурочені героям Холодного Яру. Зокрема зимовий похід імені Юрія Горліс-Горського, смолоскипну ходу імені Василя Чучупаки, тематичні лекції і екскурсії.  